# Kazaure
Kazaure és una ciutat de Nigèria a l'estat de Jigawa, capital d'una LGA i de l'emirat tradicional de Kazaure. La LGA té una superfície de 1.780 km² i una població de 161.494 habitants.
La ciutat és un punt de recollida per al cacauet, que és transbordats a la ciutat de Kano, a 72 km al sud-sud-est, per a l'exportació. Kazaure és també el primer centre de mercat de la zona pel mill, la melca, les cebes, els cacauets, el cotó, el bestiar (cabres, ovelles, gallines de guinea, rucs, i els derivats, cuirs i pells). És servit per un institut agrícola.